# Front 242
O Front 242 é uma banda belga, surgida em 1981 na cidade de Bruxelas. Na década de 1990, se tornou o primeiro  e maior expoente da EBM, variante da música industrial, porém mais dançante. Dentre os seus maiores sucessos, estão as canções "Headhunter" e "Welcome to Paradise", do álbum "Front by Front", de 1988" e "Don't Crash", do álbum "Back Catalogue", de 1987.

## História

### Formação
Logo após o uso da música industrial ser pré-desenvolvida na Inglaterra em meados dos anos 1970 com grupos como Cabaret Voltaire e Throbbing Gristle, outros grupos utilizaram instrumentos eletrônicos, percussão com objetos encontrados, assim como amostras de loop de encontradas em "soundbites", elementos mais tarde retomados pelo Front 242. Estas técnicas podem ser vistas como uma extensão do uso de fontes eletrônicas de som, instrumentos musicais e de percussão com objetos encontrados pelo compositor Edgard Varèse.
Front 242 foi criado em 1981, em Aarschot, nas proximidades de Bruxelas, na Bélgica, por Daniel Bressanutti e Dirk Bergen, que gostaria de criar uma música, além de um design gráfico usando novas ferramentas eletrônicas. O primeiro single, "Princípios", foi lançado em 1981.
Embora alguns membros afirmam agora que o nome não tem um significado particular, em uma entrevista início dos anos 90 na TV belga, Daniel Bressanutti disse que a parte "242" vem de "'242!' instead of 'damn!'", que tinha visto quando ele era jovem.
Além disso, as semelhanças da Resolução 242 do Conselho de Segurança das Nações Unidas, não foram perdidos em pessoas interessadas no conflito árabe-israelense. Talvez mais ao ponto de, após a Segunda Guerra Mundial, 242 cidadãos belgas foram condenados à morte por colaboração com os ocupantes alemães.
Codenys Patrick e Jean-Luc De Meyer separadamente de Daniel Bressanutti formaram um grupo chamado "Under Viewer" na mesma época, logo depois, em 1982 eles se uniram. Bressanutti, Codenys e De Meyer se revezaram nos vocais num primeiro momento, até que se estabeleceram De Meyer como o vocalista (antecipado as gravações em que Bresanutti canta, que foram recentemente lançadas). De Meyer chegou a escrever a maioria das letras e Jane Valerie Steele também escreveu várias faixas, incluindo "Don't Crash". Eles decidiram não usar as configurações de forma de onda regular na sua sintetizadores, argumentando que a criação de forma de onda para cada nota foi parte do processo criativo.

## Membros da banda
- Jean Luc De Meyer - vocais
- Daniel Bressanutti - teclados, programação, mixagem ao vivo
- Patrick Codenys - teclados, programação, samplers
- Richard Jonckheere- freqüentemente creditado como "Richard 23" - percussão, vocais
- Tim Kroker - bateria eletrônica

### Membros Ocasionais / Colaboradores
- Dirk Bergen - creditado como tecladista no álbum Geography
- Jean-Marc Pauly - creditado por escrever e compor os vocais em 06:21:03:11 Up Evil
- Pierre Pauly - creditado por escrever e compor os vocais em 06:21:03:11 Up Evil
- Kristin Kowalski (também conhecida como 99Kowalski)- creditada por escrever, compor e cantar os vocais em 05:22:09:12 Off, Animal e Angels Versus Animals
- Eran Westwood - creditado por escrever, compor e cantar os vocais em 05:22:09:12 Off, Animal, e Angels Versus Animals
- John Dubs - creditado por escrever e compor em Animal e Angels Versus Animals
- Jean-Marc Lederman - creditado por remixar Angels Versus Animals.

## Discografia

### Álbuns de Estúdio
- Geography - 1982, 1992
- No Comment - 1984, 1992
- Back Catalogue - 1987, 1992
- Official Version - 1987
- Front By Front - 1988
- Tyranny (For you) - 1991
- 06:21:03:11 Up Evil - 1993
- 05:22:09:12 Off - 1993
- Pulse - 2003

### 7"
- Principles / Body To Body - 1981
- U-Men / Ethics - 1982
- Live In Chicago - 1984
- No Shuffle - 1985
- Quite Unusual - 1986
- Headhunter - 1988
- Never Stop! - 1989
- Tragedy >For You< - 1990
- Rhythm Of Time - 1991

### 12"
- Headhunter
- Never Stop!
- Tragedy >For You<
- Tragedy >For You 2<
- Rhythm Of Time
- Religion
- Religion 2
- Animal

### Outras Compilações/Singles
- Endless Riddance
- Two In One
- Politics Of Pressure
- Interception
- Masterhit
- Headhunter Mcd
- Tragedy >For You < Ep
- Mixed By Fear Ep
- Religion Ep
- Angels Versus Animals - 1993
- Happiness
- Headhunter 2000
- Headhunter 2000 # 1
- Headhunter 2000 # 2
- Headhunter 2000 # 3
- Headhunter 2000 # 4
- Headhunter 2000
- Headhunter 2000
- Still & Raw

### Ao Vivo
- Live Target - 1992
- Live Code - 1994
- Mut@ge.Mix@ge - 1995
- Re-Boot: Live '98 - 1998
- Moments ... - 2008